# Marlui Miranda
Marlui Nóbrega Miranda (Fortaleza, 12 de outubro de 1949) é uma compositora, cantora e pesquisadora da cultura indígena brasileira. É irmã da jornalista e escritora Ana Maria Miranda.

## Biografia
Em 1959, mudou-se para Brasília. Na capital do Brasil graduou-se em Arquitetura pela Universidade de Brasília e em Regência na Faculdade Santa Marcelina. No ano de 1971 voltou a morar no Rio de Janeiro. Estudou também no Conservatório Villa-Lobos. A partir de 1974 trabalhou com pesquisa de tradições musicais dos povos da Amazônia.
Estudou violão com Turíbio Santos, Oscar Cárceres, Jodacil Damaceno, João Pedro Borges e Paulo Bellinati. Tocou com Egberto Gismonti, Taiguara e Milton Nascimento. Em 1998 participou do disco O Sol de Oslo com Gilberto Gil, Bugge Wesseltoft, Trilok Gurtu, Rodolfo Stroeter e Toninho Ferragutti.
Em 2015, ganhou o 26º Prêmio da Música Brasileira na categoria Melhor Cantora Regional.

## Discografia

### Álbuns de Estúdio
- Olho D'água (1979)
- Revivência (1983)
- Rio Acima (1986)
- Ihu - Todos Os Sons (1996)
- 2 Ihu Kewere: Rezar (1997)
- Neuneneu Humanity - Fragments Of Indigenous Brazil (2006)
- Fala De Bicho, Fala De Gente (2014)

### Participações
- Fotografias - Taiguara (1973)
- Carmo - Egberto Gismonti (1977)
- Txai - Milton Nascimento (1990)
- O Sol de Oslo - Gilberto Gil (1998)
- Donzela Guerreira - Grupo Anima (2009)